# Volta a Astúries 2016
La Volta a Astúries 2016, cinquanta-novena edició de la Volta a Astúries, es va disputar entre el 30 d'abril i el 2 de maig de 2016 sobre un recorregut de 462 km repartits entre tres etapes. La cursa formava part del calendari de l'UCI Europa Tour 2016, amb una categoria 2.1.
El vencedor final fou el britànic Hugh Carthy (Caja Rural-Seguros RGA), amb 22" d'avantatge sobre el seu company d'equip Sergio Pardilla (Caja Rural-Seguros RGA) i 53" sobre Daniel Moreno (Movistar Team), que alhora guanyà la classificació per punts. Raúl Alarcón (W52-FC Porto-Porto Canal) guanyà la muntanya, Diego Milán (Inteja-MMR Dominican Cycling Team) i el Caja Rural-Seguros RGA fou el millor equip.

## Equips
L'organització convidà a prendre part en la cursa a un equip World Tour, un equips continentals professionals, dotze equips continentals i un equip nacional:
- equips World Tour: Movistar Team
- equips continentals professionals: Caja Rural-Seguros RGA
- equips continentals: Burgos BH, Euskadi Basque Country-Murias, Radio Popular-Boavista, Louletano-Hospital Loulé-Jorbi, W52-FC Porto-Porto Canal, Inteja-MMR Dominican Cycling Team, Manzana Postobón Team, Boyacá Raza De Campeones, D'Amico-Bottecchia, Massi-Kuwait Cycling Project, Dare Gobik Partizan i Lokosphinx
- equips nacionals: Espanya

## Etapes
| Etapa | Data       | Recorregut                |                         | Km    | Vencedor d'etapa      | Líder de la general | Ref.        |
| ----- | ---------- | ------------------------- | ----------------------- | ----- | --------------------- | ------------------- | ----------- |
| 1a    | 30 d'abril | Oviedo - Alt de l'Acebo   | Etapa de muntanya       | 152,5 | Hugh Carthy (GBR)     | Hugh Carthy (GBR)   | [ 1 ] [ 2 ] |
| 2a    | 1 de maig  | Cangas del Narcea - Ḷḷena | Etapa accidentada       | 188   | Carlos Betancur (COL) | Hugh Carthy (GBR)   | [ 3 ] [ 4 ] |
| 3a    | 2 de maig  | Güeñu - Oviedo            | Etapa de mitja muntanya | 121,5 | Daniel Moreno (ESP)   | Hugh Carthy (GBR)   | [ 5 ] [ 6 ] |

## Classificació final
|    | Ciclista               | Equip                         | Temps       |
| -- | ---------------------- | ----------------------------- | ----------- |
| 1  | Hugh Carthy (GBR)      | Caja Rural-Seguros RGA        | 11h 50' 53" |
| 2  | Sergio Pardilla (ESP)  | Caja Rural-Seguros RGA        | + 22"       |
| 3  | Daniel Moreno (ESP)    | Movistar Team                 | + 53"       |
| 4  | Garikoitz Bravo (ESP)  | Euskadi Basque Country-Murias | + 55"       |
| 5  | Mikel Bizkarra (ESP)   | Euskadi Basque Country-Murias | + 1' 09"    |
| 6  | Heiner Parra (COL)     | Boyacá Raza De Campeones      | + 1' 42"    |
| 7  | Ángel Madrazo (ESP)    | Caja Rural-Seguros RGA        | + 2' 04"    |
| 8  | Antonio Carvalho (POR) | W52-FC Porto-Porto Canal      | + 2' 16"    |
| 9  | David Rodrigues (POR)  | Radio Popular-Boavista        | + 2' 16"    |
| 10 | Fabricio Ferrari (URU) | Caja Rural-Seguros RGA        | + 2' 17"    |

## Evolució de les classificacions
| Etapa | Vencedor        | Classificació general | Classificació per punts | Classificació de la muntanya | Classificació de les metes volants | Classificació per equips |
| ----- | --------------- | --------------------- | ----------------------- | ---------------------------- | ---------------------------------- | ------------------------ |
| 1     | Hugh Carthy     | Hugh Carthy           | Hugh Carthy             | Raúl Alarcón                 | Diego Milán                        | Caja Rural-Seguros RGA   |
| 2     | Carlos Betancur | Hugh Carthy           | Sergio Pardilla         | Raúl Alarcón                 | Diego Milán                        | Caja Rural-Seguros RGA   |
| 3     | Daniel Moreno   | Hugh Carthy           | Daniel Moreno           | Raúl Alarcón                 | Diego Milán                        | Caja Rural-Seguros RGA   |
| Final | Final           | Hugh Carthy           | Daniel Moreno           | Raúl Alarcón                 | Diego Milán                        | Caja Rural-Seguros RGA   |